# Margarita philosophica

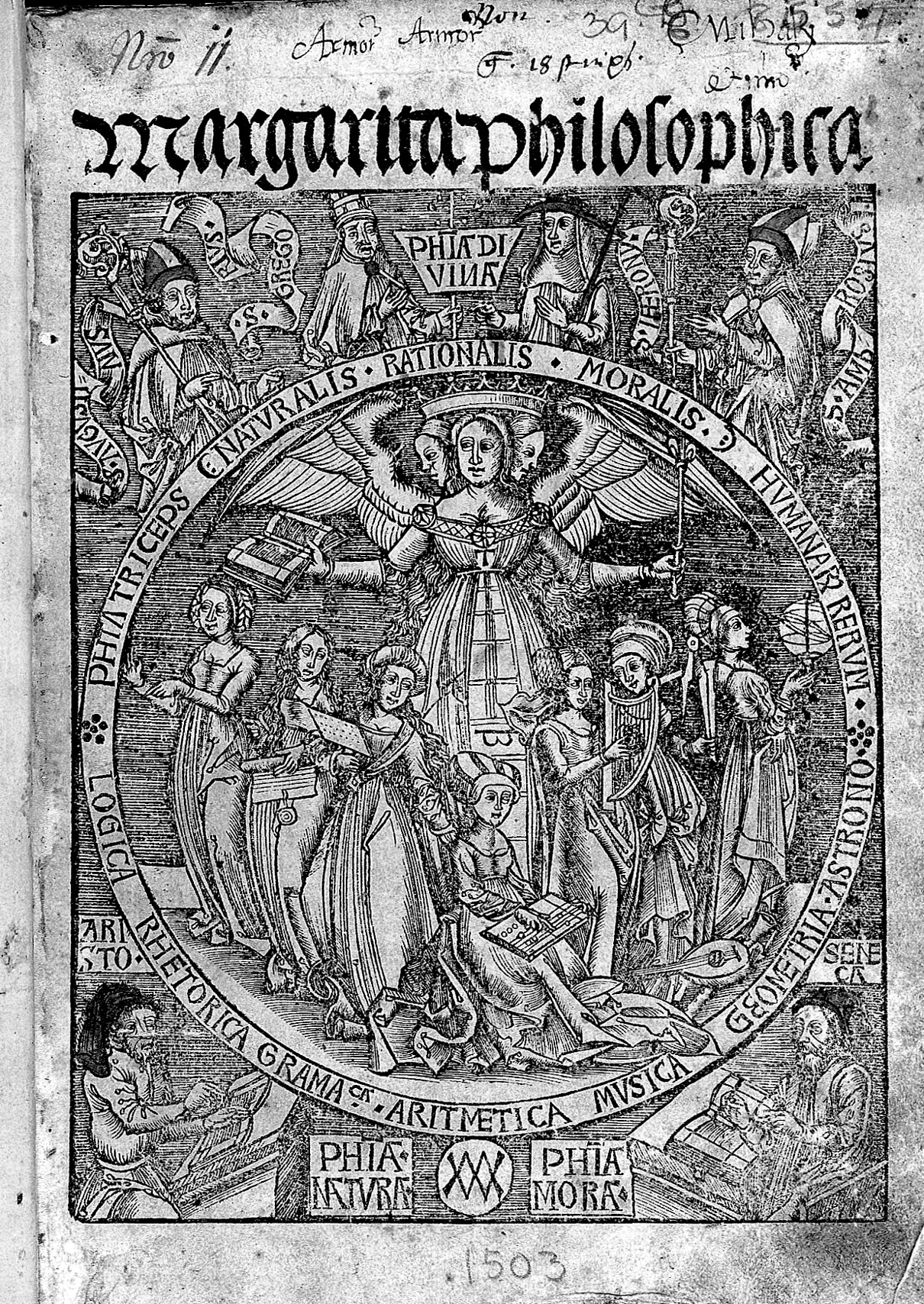
Titel-Holzschnitt der ersten Ausgabe (1503)

Die Margarita philosophica ist eine allgemeine Enzyklopädie aus dem Jahr 1503. Gregor Reisch hat sie im Wesentlichen zwischen 1489 und 1496 in lateinischer Sprache verfasst; gedruckt wurde sie erstmals 1503 in Freiburg durch den aus Straßburg stammenden Drucker Johann Schott, einen Schüler von Gregor Reisch.

## Inhalt und Bedeutung
Das Werk enthält als Universitas literarum das gesamte menschliche Wissen des späten Mittelalters. In zwölf Büchern werden die Sieben freien Künste behandelt sowie anschließend Prinzipien und Entstehung der Naturdinge, Physiologie, Psychologie und Moralphilosophie. Der Buchtitel leitet sich her von margarita (wörtlich: Perle), worunter man im damaligen Sprachgebrauch ein Handbuch verstand; und weil die Philosophie zu dieser Zeit als Inbegriff der Wissenschaften galt, kann der Titel frei übersetzt werden mit Handbuch der (zeitgemäßen) Wissenschaften oder Enzyklopädie der Wissenschaften, was man in späteren Auflagen auch als „Enzyklopädie“ in den Buchtitel aufnahm. Das Werk wurde das am weitesten verbreitete Lehrbuch der Philosophie und des enzyklopädischen Wissens für das Studium der Artes liberales und sollte es auch für mehr als 100 Jahre bleiben. Die Margarita philosophica gilt als eine der ältesten gedruckten Enzyklopädien.

## Beispiele für Abbildungen
Die Margarita philosophica enthält auch Holzschnitt-Abbildungen. Diese sind sehr ungleichmäßig verteilt: während die ersten Bücher zu Sprachlehre, Logik und Rhetorik nur Tabellen und Schemata enthalten, gibt es in den Büchern zur Mathematik Beispielrechnungen (teils gesetzt, teils als Holzschnitt) und zahlreiche geometrische Skizzen, bei der Musik Notenbeispiele, bei den Büchern zu den Naturwissenschaften anatomische und naturkundliche Illustrationen und am Schluss des Werkes eine oder zwei Weltkarten. Die genaue Anzahl und Zuordnung der Abbildungen unterscheidet sich zwischen den Auflagen etwas.
Eine Besonderheit der Margarita philosophica sind die ganzseitigen Holzschnitte, welche die einzelnen Hauptteile („Bücher“) des Werkes eröffnen. Jeder dieser Holzschnitte fasst die Grundkonzepte der im folgenden Teil beschriebenen Wissenschaft allegorisch zusammen. Einige Beispiele:

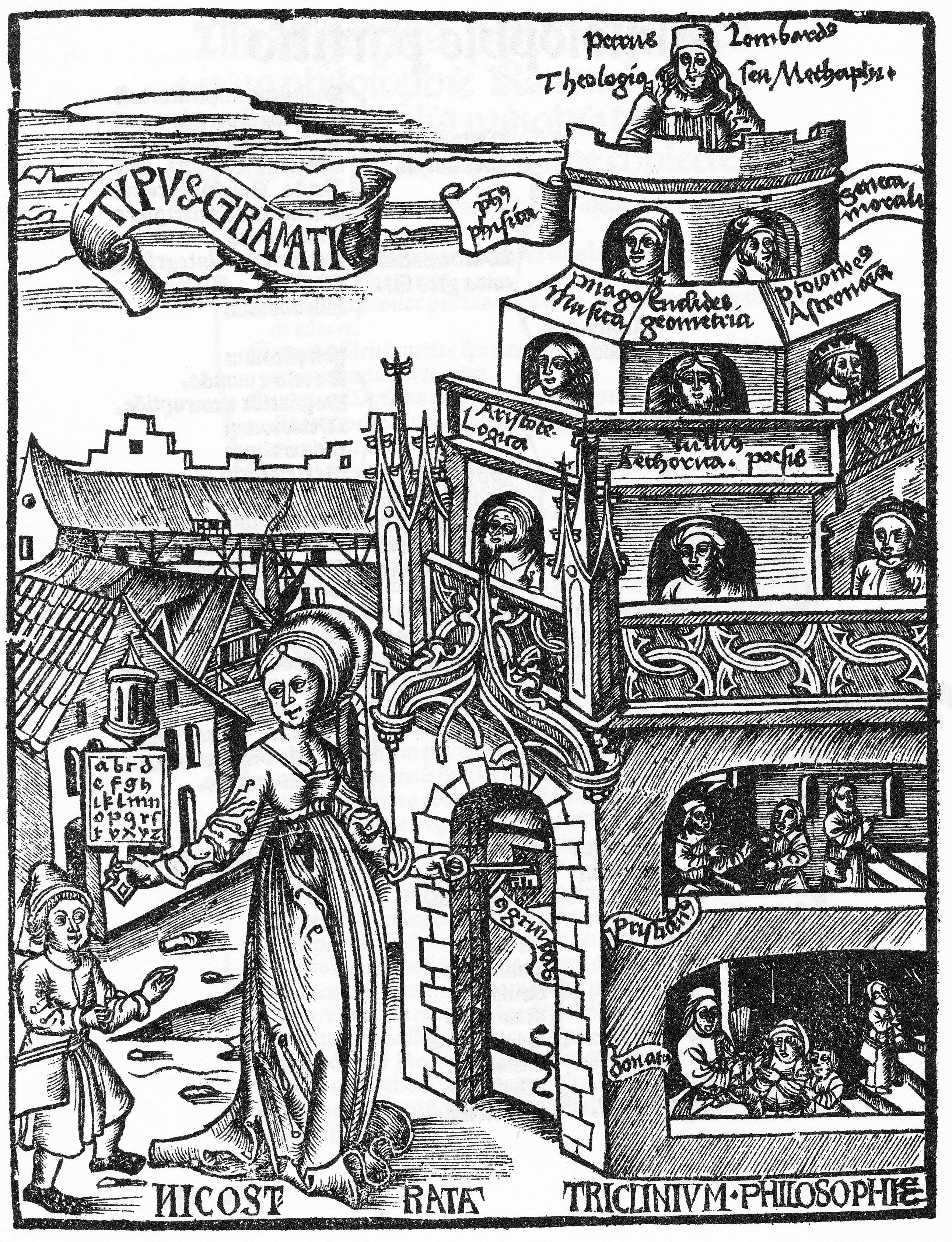
Typus Grammaticae: die Grammatik
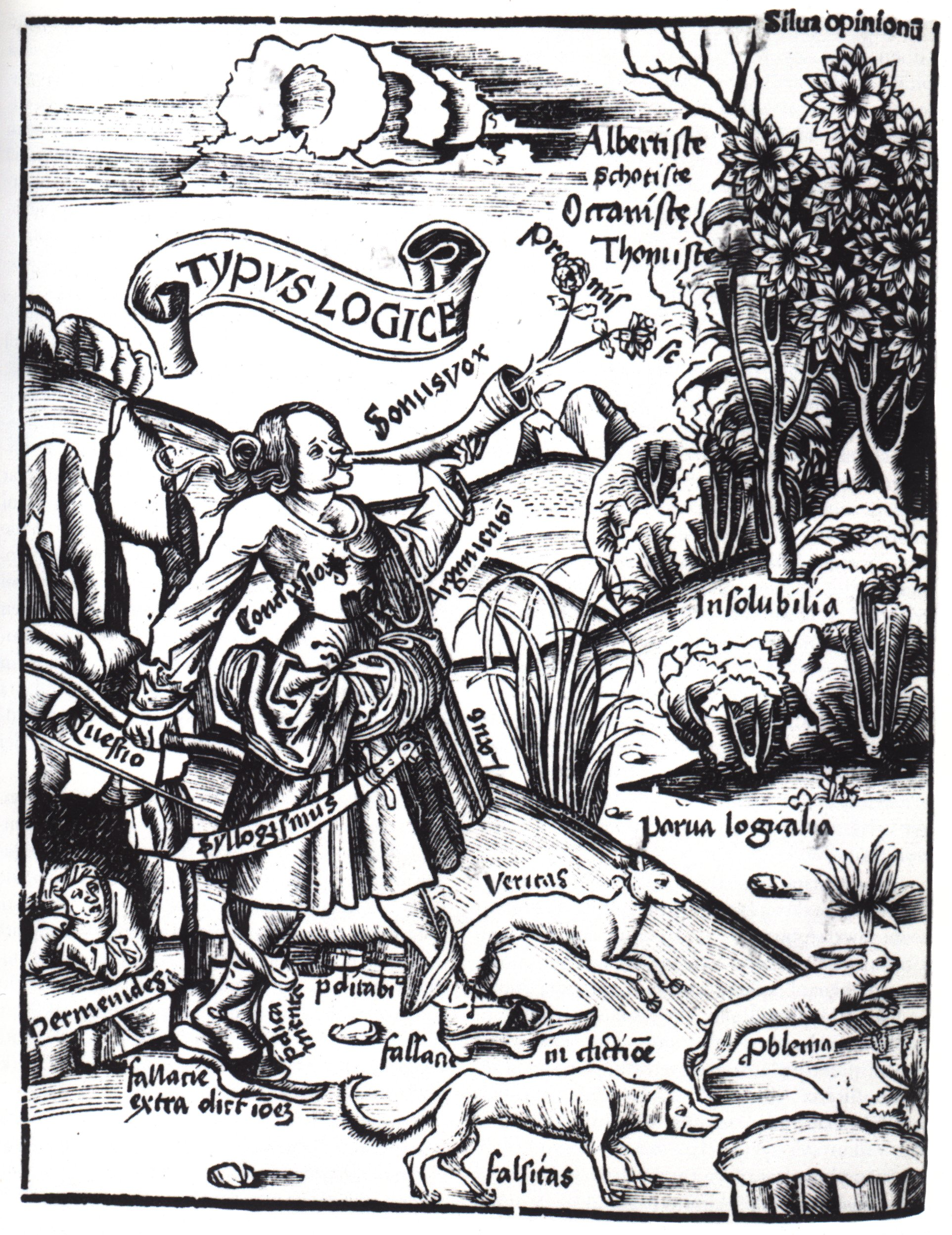
Typus logicae: die Logik
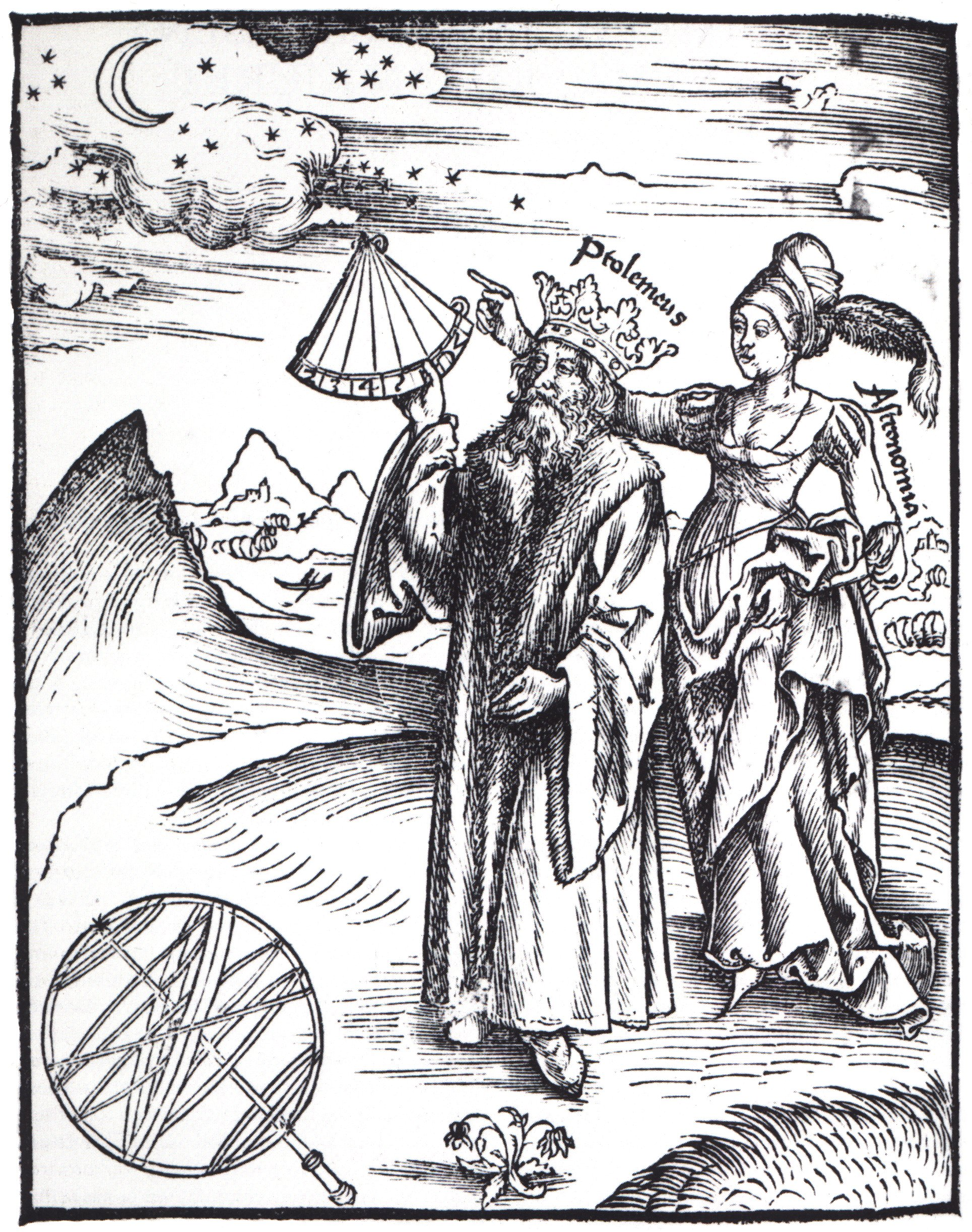
Astronomia: die Astronomie

Die erste Abbildung, Typus gram(m)atic(a)e („Bild der Grammatik“) überschrieben, steht vor dem Beginn des eigentlichen Lehrtextes (Buch I). Tatsächlich bezieht sie sich nicht nur auf die Grammatik, sondern auf die gesamten Sieben Freien Künste. Die Darstellung gibt mit dem Topos des Turms ein Bild hierarchischen Lernens: Beginnend mit den Grundbegriffen der Sprache (Donatus), die noch unter Zuhilfenahme eines Rohrstocks vermittelt werden, geht der Aufstieg rhetorischen Bemühens über die freien Künste (Aristoteles, Cicero, Boëthius; Pythagoras, Euklid, Ptolemäus) bis endlich zur Metaphysik und der Theologie, repräsentiert durch Petrus Lombardus.
Die mittlere Abbildung trägt den (vollständigen) Titel Typus logic(a)e („Bild der Logik“) und steht vor dem 2. Buch, das De principiis logicae („Über die Grundsätze der Logik“) betitelt ist. In seiner Geschichte der Logik im Abendlande bemerkt Carl von Prantl (1870) zu dieser Darstellung:
„Ein Jäger geht auf die Jagd; sonus und vox sind sein Hüfthorn, aus welchem duae praemissae als zwei Rosen hervorgehen; der das Horn haltende Arm bedeutet argumenta; auf seiner Brust ist conclusio geschrieben; syllogismus ist sein Waidmesser, quaestio der Bogen in seiner rechten Hand; seine beiden Beine sind praedicabilia und praedicamenta; vor ihm her springen zwei Jagdhunde, ein schöner veritas und ein häßlicher falsitas; Gegenstand der Jagd ist ein Hase problema; die Beine des Jägers schreiten über die am Boden liegenden fallaciae hinweg; im Vordergrunde rechts wuchert das Kraut der Parva logicalia, ebendort im Mittelgrunde steht das Gestrüpp der Insolubilia und Obligatoria, hinter welchem sich die silva opinionum erhebt, repräsentiert durch vier Bäume (d. h. Occamistae, Scotistae, Thomistae, Albertistae).“
Mit diesem Bild wird ironisch auf die beiden sich unversöhnlich gegenüberstehenden Hauptrichtungen der Logik – Nominalismus und Realismus – hingewiesen.
Die dritte Abbildung steht vor dem 7. Buch De principiis astronomiae („Über die Anfangsgründe der Astronomie“) und stellt die Astronomie dar: Im Vordergrund Ptolemäus mit einem Sextanten zur Beobachtung der Höhe von Gestirnen; hinter ihm die personifizierte Astronomia, die ihm mit ihrem rechten Zeigefinger Anweisungen gibt.

## Die verschiedenen Ausgaben
Bei den zahlreichen Ausgaben und Auflagen der Margarita philosophica kann schlecht zwischen den vom Autor autorisierten und den nicht autorisierten (Raubdrucken, wie man sagen würde, was damals noch wenig galt) unterschieden werden. Die ältesten Ausgaben sind (laut Verzeichnis der deutschen Drucke des 16. Jahrhunderts, VD 16):
- 1503 gedruckt in der Freiburger Offizin des aus Straßburg stammenden Druckers Johann Schott, eines Schülers von Gregor Reisch: 1. Ausgabe: Freiburg i. Br.: Johann Schott, ca. festum Margarethae (um 12. Juli) 1503; VD 16 R 1033 Expl. BSB Res. 4° Ph.U.114 (digitale Ausgabe vorhanden, kein Hebräisch-Lehrbuch oder Grammatik enthaltend);

Chronologisch die nächstfolgenden Ausgaben sind:
- Straßburg: Johannes Grüninger, in vigilia Mathiae, (23. Februar) 1504; VD 16 R 1034 (digitale Ausgabe Regensburg Staatliche Bibliothek 4° Philos. 2770, darin Lagen f8v-28v Grammatica hebraea von Konrad Pellikan, jedoch ohne seinen Namen enthaltend);
- 1504 ebenfalls in Freiburg gedruckt von Johann Schott; laut VD 16 eher: [Straßburg] : Johann Schott, 17 Kal. Apriles (16. März) 1504; VD 16 R 1035 (digitale Ausgabe Regensburg Staatliche Bibliothek 4° Philos. 3282, darin Hebraica institutio nicht enthalten); diese Ausgabe enthält erstmals auch Holzschnitte mit der Darstellung von Naturvorgängen, darunter die erste gedruckte Abbildung der Stadt Freiburg;
- Basel (Margarita philosophica cum additionibus novis; Nachdruck: Whitefish, Montana ohne Jahr): Michael Furter und Johann Schott, 14 Kal. Martias (16. Februar) 1508; VD 16 R 1036: digit. Ausg. BSB Res 4° Ph. U. 118, darin Hebraica institutio nicht enthalten;
- Straßburg: Johannes Grüninger, pridie Kal. Aprilis (31. März) 1508; VD 16 R 1037; darin die Institutio hebraica auf f. Gh1-8 und J1-6 [14 Blätter], zwischen den Lagen F und K.

1517 und 1519 wieder verlegt in Basel bei Michael Furter. Die Ausgabe von 1517 wird von Lutz Geldsetzer als „maßgebliche Ausgabe ‚letzter Hand‘“ bezeichnet.
Danach erschienen noch postume Ausgaben in einer von Orontius Finaeus erweiterten Fassung, und zwar 1523 in Paris sowie 1532, 1535 und 1583 bei Heinrich Petri in Basel. Bemerkenswert ist, dass die Ausgabe von 1535 die erste war, die – entgegen dem bisherigen Brauch – eine durchgehende Seitenzählung aufwies.
Neben diesen rechtmäßigen Ausgaben, die bei Johann Schott und seinen Nachfolgern gedruckt wurden, gab es – z. T. sogar veränderte – Nachdrucke mit dem Titel „Margarita Philosophica Nova“ durch Johann Grüninger (1455–1533) in Strassburg von 1504, 1508, 1512 und 1515, die Gregor Reisch als nicht autorisiert bezeichnet hatte. Dieser Johann Grüninger hieß eigentlich Johannes Reinhard, nannte sich aber später Grüninger nach seinem Geburtsort, dem damaligen Grüningen und heutigen Markgröningen.
Schließlich erschienen: 1549 ein Auszug bei Gulielmus Morelius in Paris sowie 1594, 1599 und 1600 Ausgaben in italienischer Übersetzung bei Jacomo Antonio Somascho in Venedig.
Seit 2012 arbeitete Otto Schönberger zusammen mit seiner Frau Eva an einer kompletten deutschen Übersetzung der 4. Auflage des Werkes von 1517. Sie erschien im Jahr 2016 bei Königshausen & Neumann in Würzburg.